# Mondial Australian Women's Hardcourts 2003
Il Mondial Australian Women's Hardcourts 2003 è stato un torneo di tennis giocato sul cemento. È stata la 7ª edizione del Mondial Australian Women's Hardcourts, che fa parte della categoria Tier III nell'ambito del WTA Tour 2003. Si è giocato sulla Gold Coast dell'Australia, 30 dicembre 2002 al 5 gennaio 2003.

## Campionesse

### Singolare
Nathalie Dechy ha battuto in finale  Marie-Gaïané Mikaelian con il punteggio di 6–3, 3–6, 6–3

### Doppio
Svetlana Kuznecova /  Martina Navrátilová hanno battuto in finale  Nathalie Dechy /  Émilie Loit con il punteggio di 6–4, 6–4